# Koninkrijk Noorwegen (872-1397)
Het oude koninkrijk Noorwegen ontstond in 872 toen Harald Schoonhaar, een kleine Noorse vorst, een bondgenootschap van andere vorsten versloeg in de Slag bij Hafrsfjord. Hierbij verwierf hij grote delen van het zuidoosten van Noorwegen, met als middelpunt de plaats Borre in Vestfold. De jaren erna versloeg hij nog meer andere Noorse vorsten en breidde zijn gezag verder over Noorwegen uit. Veel Noren ontvluchtten zijn ijzeren greep en voeren naar IJsland om zich daar te vestigen.

## De eerste koningen
Harald en zijn opvolgers Erik Bloedbijl en Haakon de Goede verspreidden het christendom onder de bevolking, die de Germaanse goden aanbad. Hiermee konden zij grote macht verwerven. Koning Olav Tryggvason, die in zijn jeugdjaren aan Vikingplundertochten had deelgenomen, bekeerde zich ook tot het christendom en liet heidense beelden en tempels verwoesten. In een zeeslag bij Svolder in de Oostzee werd hij verslagen door Deense en Zweedse vorsten en enkele opstandige Noorse edelen. Hij voorzag het einde, sprong met zijn mannen overboord en verdronk (1000).
Omstreeks 1100 ontstonden de steden Oslo en Bergen bij de koninklijke burchten.

## Noorse Burgeroorlog
Na 1100 begon een meer dan honderd jaar durende burgeroorlog; er werd gevochten om de troon, waarop volgens Noors gebruik alle wettige en onwettige zonen van de koning aanspraken op konden maken. Dit leidde ertoe dat koningen vaak jong stierven; zij sneuvelden of werden vermoord. Meestal konden de koningen enkel met steun van de adel en de kerk de troon bestijgen; hierdoor nam vooral de macht en invloed van de kerk toe. In 1153 werd Noorwegen een afzonderlijke kerkprovincie met Trondheim (Nidaros) als aartsbisschopszetel. Hierna werd de kerk nog belangrijker en voortaan werd de Noorse koning door de aartsbisschop gekroond.

## Regering van Haakon IV
In 1217 beëindigde Haakon IV, ook wel bekend als Haakon Haakonsson, de burgeroorlog door al zijn tegenstanders te verslaan en alleen te regeren. Hij werd in 1247 gekroond. Om te voorkomen dat er nogmaals een dergelijke burgeroorlog zou uitbreken over de troonopvolging, vaardigde hij de Opvolgingswet van 1260 uit, die bepaalde dat de oudste zoon in lijn zou opvolgen.

### Onderwerping van IJsland
Toen op IJsland de Sturlungtijd aanbrak, zag Haakon IV de kans om het eiland onder zijn gezag te brengen. Toen het IJslands Gemenebest verzwakt was door onderlinge oorlogen stemde het Alding in 1262 ten slotte in met de overgave aan Noorwegen. Zo werden ook de Vikingnederzettingen op Groenland van Noorwegen afhankelijk.

## Verval
In 1319 stierf de Noorse koningslijn uit; er kwam een Zweedse koning op de troon. Er brak in 1349 een twee jaar durende pestepidemie uit, die een groot deel van de bevolking velde. Ten slotte stierf ook het nieuwe vorstenhuis uit aan het einde van de 14e eeuw en werd de Deense prinses Margaretha koningin. Daarna erfde zij Denemarken van haar vader en werd ook nog koningin van Zweden. In 1397 werd de Kalmarunie gesloten waarbij alle drie de Scandinavische rijken werden verenigd; Erik van Pommeren werd door elk land erkend als koning. In 1536 werd Noorwegen unilateraal door de Deense koning gedegradeerd tot een provincie; Groenland en IJsland vielen voortaan direct onder de Deense kroon. Dit betekende het einde van het oude Noorse koninkrijk, dat pas in 1905 weer onafhankelijk zou worden.